# Liste der Vereine der National Soccer League
Die Liste der Vereine der National Soccer League setzt sich zusammen aus den 42 Vereinen, die in den 28 Saisons der australischen National Soccer League von der Gründung im Jahre 1977 bis zu deren Auflösung im Jahre 2004 im Spielbetrieb integriert waren.

## Erklärung
- Vereinsname: Nennt den offiziellen Namen des Vereins
- teilnehmende Saisons: Nennt die Saison, in der der jeweilige Verein in der National Soccer League spielte
- derzeitiger Status: Nennt die derzeitige Ligazugehörigkeit

## Liste
| Vereinsname              | Saisons                           | Aktuelle Liga                                                       |
| ------------------------ | --------------------------------- | ------------------------------------------------------------------- |
| Adelaide City            | 1977–2002/03                      | South Australian Super League                                       |
| Adelaide United          | 2003/04                           | A-League                                                            |
| APIA Leichhardt          | 1979–1991/92                      | New South Wales Premier League                                      |
| Blacktown City           | 1980–1981 1984–1986 1989–1989/90  | New South Wales Premier League                                      |
| Brisbane City            | 1977–1986                         | Brisbane Premier League                                             |
| Brisbane Lions           | 1977–1986 1988                    | aufgelöst                                                           |
| Brisbane Strikers        | 1991/92–2003/04                   | Queensland State League                                             |
| Brunswick Juventus       | 1984–1988 1993/94–1994/95         | Victorian Premier League unter dem Namen Whittlesea Zebras          |
| Canberra City            | 1977–1986                         | ACT Premier League                                                  |
| Canberra Cosmos          | 1995/96–2000/01                   | aufgelöst                                                           |
| Canterbury-Marrickville  | 1986                              | New South Wales Premier League unter dem Namen West Sydney Berries  |
| Carlton SC               | 1997/98–2000/01                   | aufgelöst                                                           |
| Collingwood Warriors     | 1996/97                           | aufgelöst                                                           |
| Football Kingz           | 1999/00–2003/04                   | aufgelöst                                                           |
| Footscray JUST           | 1977–1989                         | aufgelöst                                                           |
| Gippsland Falcons        | 1992–2001                         | aufgelöst                                                           |
| Green Gully              | 1984–1986                         | Victorian Premier League                                            |
| Heidelberg United        | 1977–1987 1989 1990/91–1994/95    | Victorian Premier League                                            |
| Inter Monaro             | 1985–1986                         | aufgelöst                                                           |
| Marconi Stallions        | 1977–2003/04                      | New South Wales Premier League                                      |
| Melbourne Knights        | 1984–2003/04                      | Victorian Premier League                                            |
| Mooroolbark              | 1977                              | Victorian Provisional League One South-East                         |
| Newcastle Breakers       | 1991/92–1999/00                   | aufgelöst                                                           |
| Newcastle KB United      | 1978–1984                         | aufgelöst                                                           |
| Newcastle Rosebud United | 1984–1986                         | NewFM Football League unter dem Namen Adamstown Rosebuds            |
| Newcastle United         | 2000/01–2003/04                   | A-League                                                            |
| Northern Spirit FC       | 1998/99–2003/04                   | aufgelöst                                                           |
| Parramatta Eagles        | 1984 1989/90–1994/95              | New South Wales Super League unter dem Namen PCYC Parramatta Eagles |
| Parramatta Power         | 1999/00–2003/04                   | aufgelöst                                                           |
| Penrith City             | 1984–1985                         | aufgelöst                                                           |
| Perth Glory              | 1996/97–2003/04                   | A-League                                                            |
| Preston Lions            | 1981–1992/93                      | Victorian Premier League                                            |
| South Melbourne          | 1977–2003/04                      | Victorian Premier League                                            |
| St. George Saints        | 1977–1980 1982–1990/91            | New South Wales Premier League                                      |
| Sunshine George Cross    | 1984–1990/91                      | Victorian Premier League unter dem Namen Sunshine Georgies          |
| Sydney City              | 1977–1987                         | New South Wales Conference League South                             |
| Sydney Olympic           | 1977–1979 1981–2003/04            | New South Wales Premier League                                      |
| Sydney United            | 1984–2003/04                      | New South Wales Premier League                                      |
| West Adelaide            | 1977–1986 1989/90 1991/92–1998/99 | South Australian State League                                       |
| Western Suburbs          | 1977–1978                         | 1978 Fusion mit APIA Leichhardt                                     |
| Wollongong Macedonia     | 1990/91                           | Illawarra Premier League unter dem Namen Wollongong United          |
| Wollongong Wolves        | 1981–1986 1988–2003/04            | New South Wales Premier League unter dem Namen South Coast Wolves   |